# Gustav Bauer

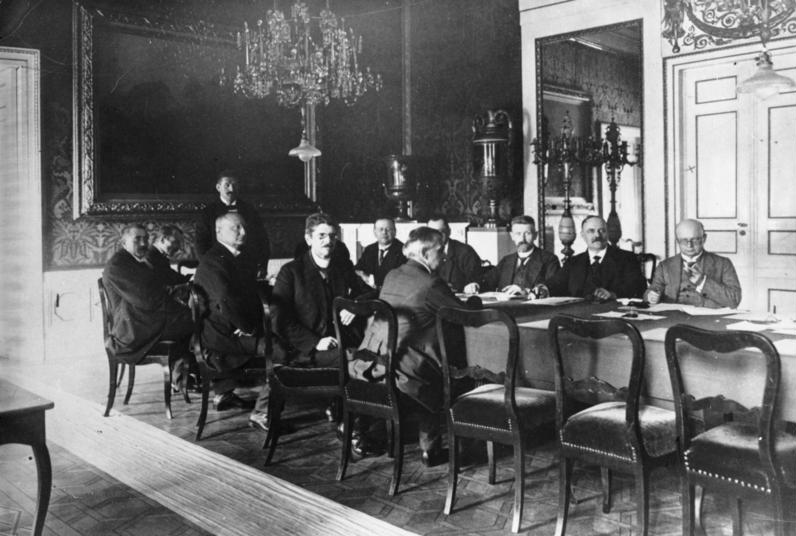
Rząd Bauera, 1919

Gustav Bauer (ur. 6 stycznia 1870 w Darkehmen, zm. 16 września 1944 w Berlinie) – polityk niemiecki.

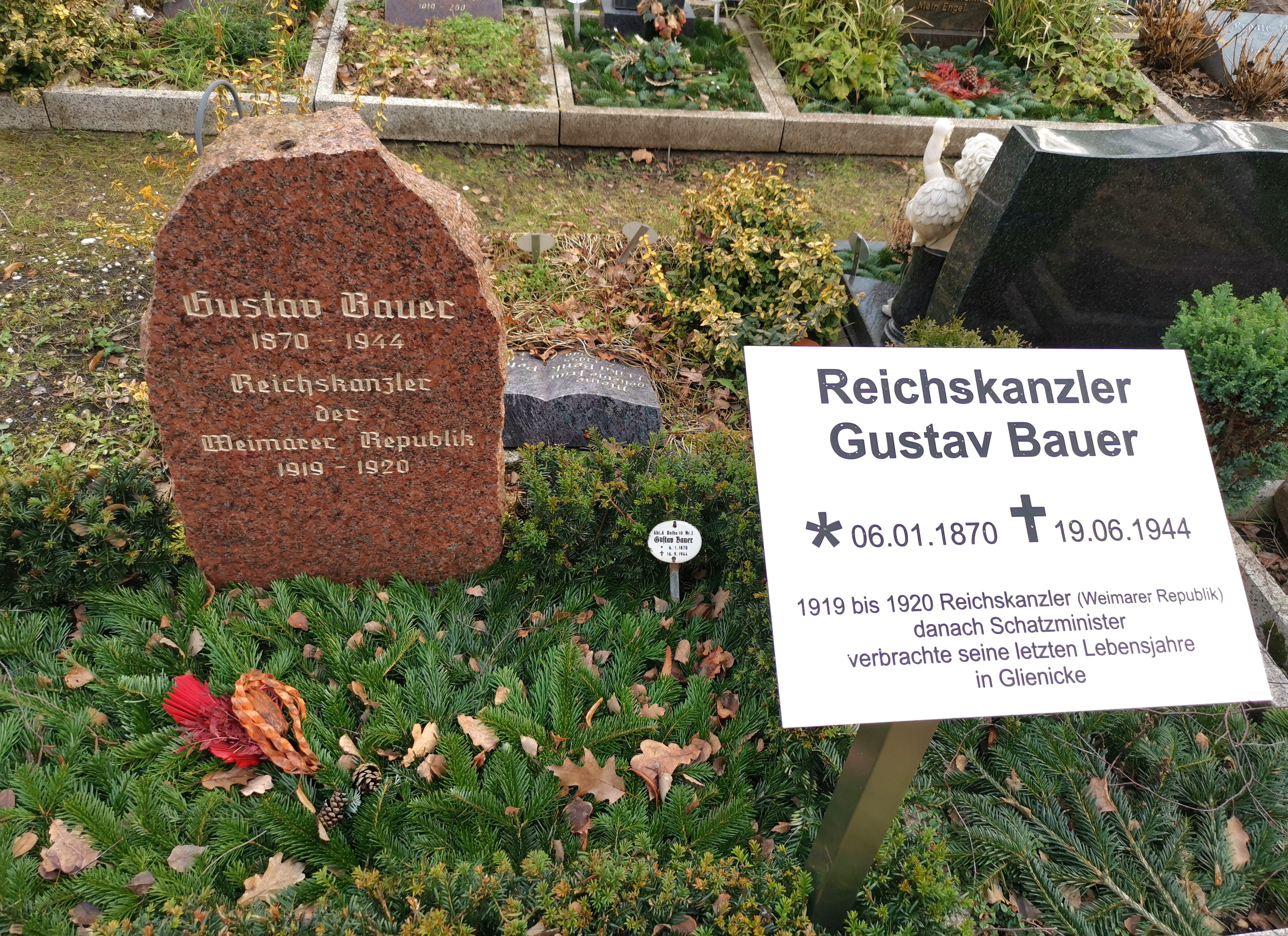
Grób na cmentarzu ewangelickim Glienicke/Nordbahn

Brał udział w ruchu zawodowym, będąc od 1903 sekretarzem centralnego sekretariatu robotniczego. Od 1912 sprawował mandat socjaldemokratycznego posła do Reichstagu, w 1918 został sekretarzem stanu świeżo założonego Urzędu Pracy (Reichsarbeitsamt), w 1919 został niemieckim ministrem pracy, następnie prezydentem ministrów (kanclerzem) Rzeszy i w tym charakterze podpisał traktat wersalski (po dymisji gabinetu Scheidemanna, który odmówił zgody na warunki traktatu). Złożył urząd po puczu Kappa, w 1920 piastował przez krótki czas tekę ministra skarbu, potem transportu, w gabinecie Wirtha był (1921–1923) wicekanclerzem i ministrem skarbu.

## Gabinet Bauera
- Gustav Bauer (SPD) – prezydent ministrów Rzeszy
- Matthias Erzberger (Centrum) – wiceprezydent ministrów i minister finansów Rzeszy
- Hermann Müller (SPD) – minister spraw zagranicznych
- Eduard David (SPD) – minister spraw wewnętrznych Rzeszy
- Rudolf Wissell (SPD) – minister gospodarki Rzeszy
- Robert Schmidt (SPD) – minister wyżywienia i rolnictwa Rzeszy
- Alexander Schlicke (SPD) – minister pracy Rzeszy
- Johannes Bell (Centrum) – minister transportu i kolonii Rzeszy
- Johannes Giesberts (Centrum) – minister poczty Rzeszy
- Wilhelm Mayer (Centrum) – minister skarbu Rzeszy
- Gustav Noske (SPD) – minister obrony (Reichsheer)